# Pteroglossus mariae
A Pteroglossus mariae a madarak (Aves) osztályának harkályalakúak (Piciformes) rendjébe, ezen belül a tukánfélék (Ramphastidae) családjába tartozó faj.

## Rendszertani besorolása
Korábban ezt a madarat a Pteroglossus azara nevű arasszári alfajának vélték.

## Előfordulása
A Pteroglossus mariae Brazília, Bolívia és Peru területén honos.

## Fordítás
- Ez a szócikk részben vagy egészben  a   Brown-mandibled aracari című angol Wikipédia-szócikk ezen változatának fordításán alapul.  Az eredeti cikk szerkesztőit annak laptörténete sorolja fel. Ez a jelzés csupán a megfogalmazás eredetét és a szerzői jogokat jelzi, nem szolgál a cikkben szereplő információk forrásmegjelöléseként.